# Plískavice saravacká
Plískavice saravacká (Lagenodelphis hosei) je druh menšího kytovce z čeledi delfínovití, který se vyskytuje v hlubokých vodách Pacifiku a v menší míře i v Indickém a Atlantském oceánu. Jedná se o jediného zástupce rodu Lagenodelphis.

## Systematika

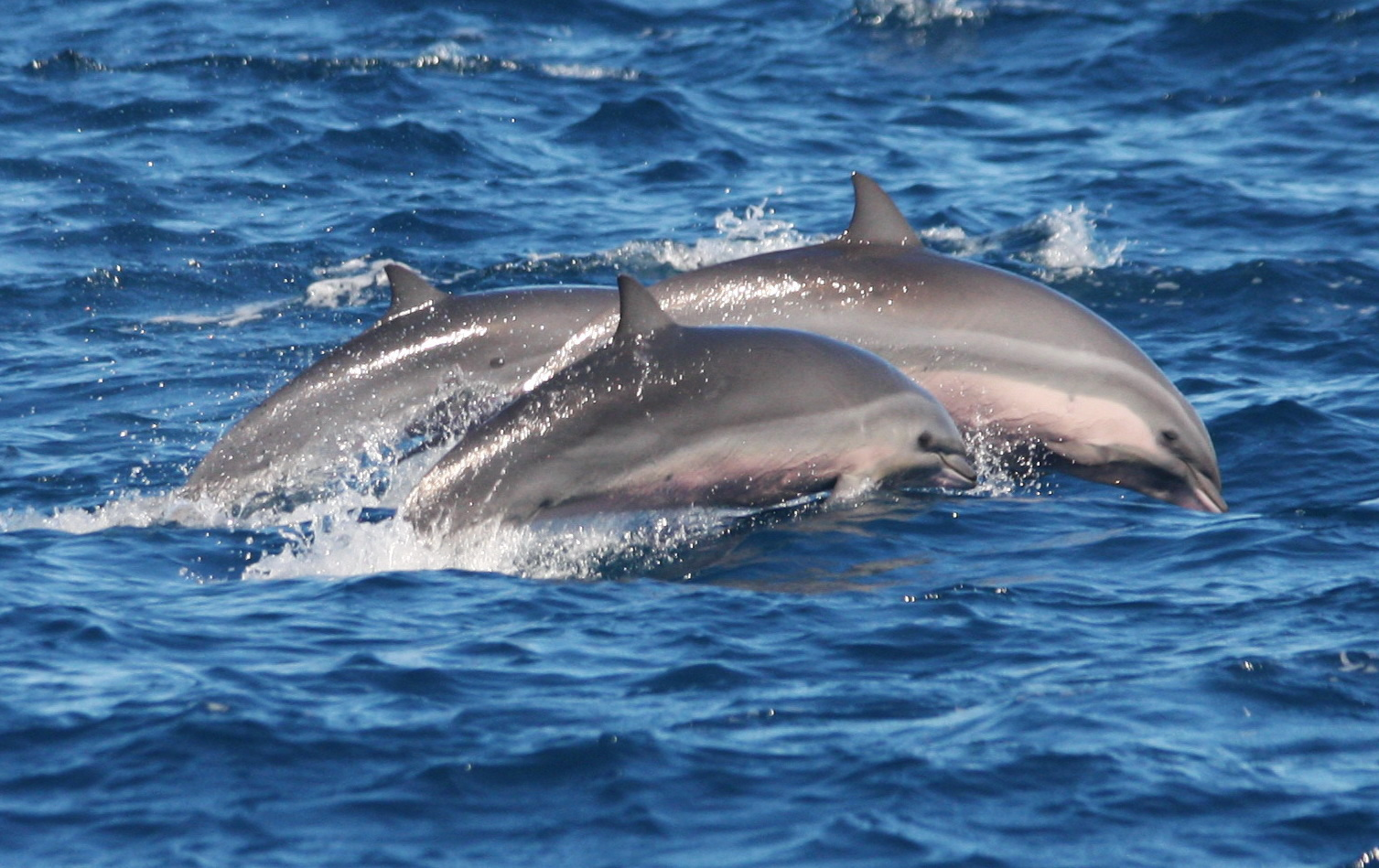
Trojice plískavic saravackých při výskoku nad vodní hladinou

Lebku plískavice saravacké nalezl někdy před rokem 1895 britský úředník a přírodovědec Charles Hose na pláži v Sarawaku na Borneu. Hose lebku prodal Britskému muzeu, kde byla uchována přes půl století, než bylo konečně zjištěno, že představuje nový, dosud nepopsaný druh. O formální popis se zasloužil až Francis Charles Fraser v roce 1956. Fraser z lebky vyvodil, že nový druh má společné znaky jak s rodem Lagenorhynchus, tak s rodem Delphinus, a nový druh zařadil do nově vytyčeného rodu Lagenodelphis, jehož jméno je jednoduše kombinací názvů Lagenorhynchus a Delphinus. Druhové jméno odkazuje k nálezci lebky. Na nějaký čas byl druh považován za vyhynulý, než v roce 1971 byli objeveni živí zástupci.

## Rozšíření
Žije v tropických oblastech Tichého, Atlantského a Indického oceánu přibližně od 30° j. š. do 30° s. š. V nejvyšším počtu se nachází v blízkosti rovníku ve východním Pacifiku, nejmenším v Atlantiku. Mimořádný výskyt mimo tyto oblastí je spojován s fenoménem El Niño, v letech 1983 a 1984 se dostalo mnoho jedinců plískavice saravacké do mělkých vod u pobřeží Francie a Skotska, kde uvázlo. Druh preferuje hluboké oceánské vody a místa kde končí kontinentální šelf. Celková početnost druhu se odhaduje na více než 350 000 jedinců.

## Popis

Plískavice saravacké při výskoku z vody

Je to jeden z mohutnějších delfinovitých. Samec dorůstá do délky 2,2–2,4 m, samice asi o 10–20 cm méně. Váha se pohybuje kolem 160–210 kg. Tělo je podsadité, zobák je krátký stejně jako prsní a ocasní ploutve, které jsou na konci špičaté. Hřbetní ploutev je trojúhelníkovitá, zhruba 22 cm vysoká. Barva těla je rozdílná u pohlaví a mění se i s věkem. Na zádech má barvu hnědavě-šedou, po bocích krémovou a na břichu bílou nebo růžovou. Dospělí samci mají černý pruh od oka podél těla až k ocasní ploutvi a stejně zbarvený pruh na čele. Samice mají tyto pruhy variabilní a nedospělci velmi slabé nebo jim zcela chybí. V horní čelisti se nachází kolem 72–88 zubů, v dolní čelist 68–88 zubů.

## Biologie

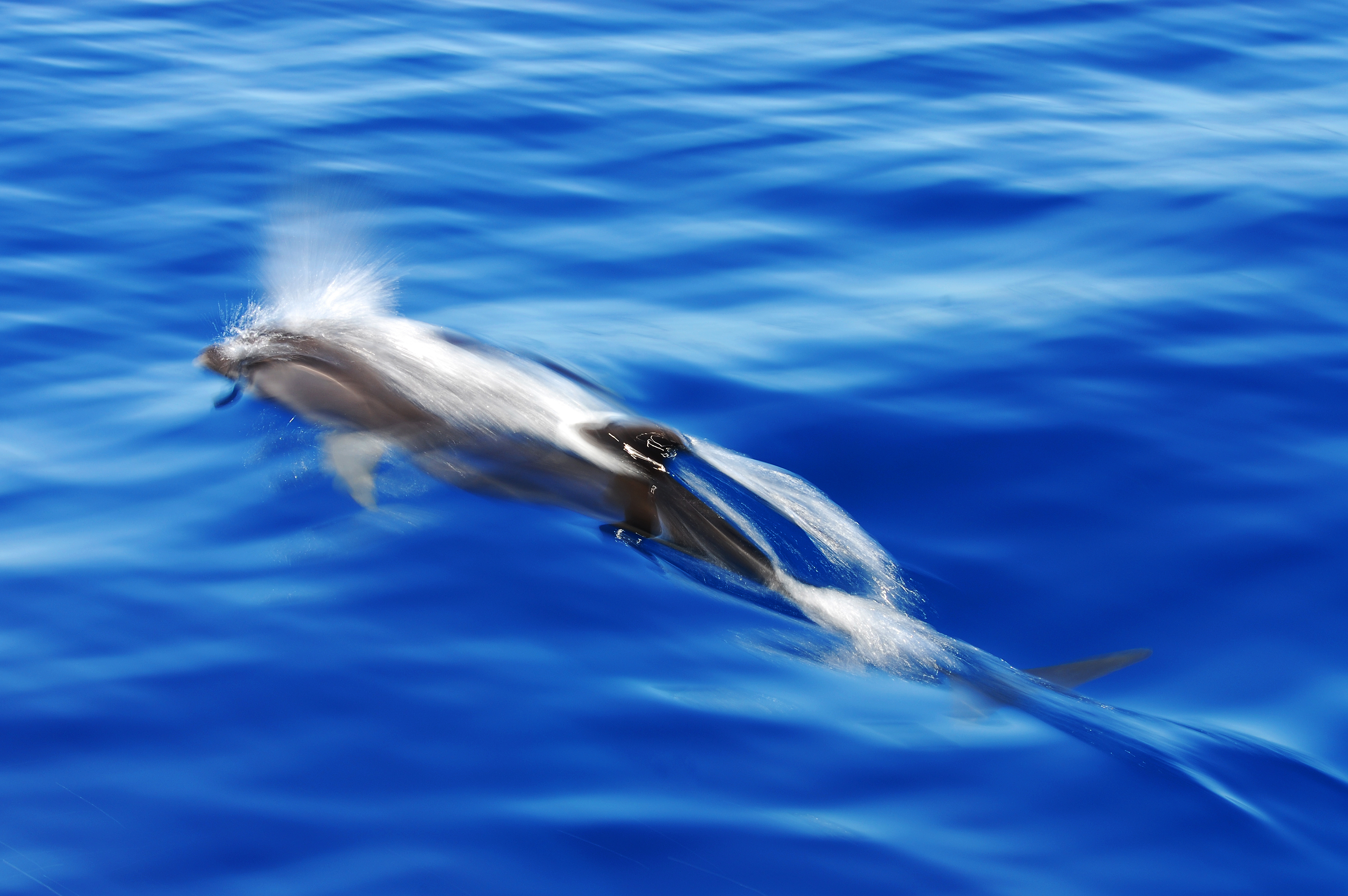
Plískavice saravacká při výdechu u hladiny

Jedná se o energetického, čilého plavce, který se pohybuje v těsných, kompaktních skupinách. Ty bývají značně početné, typicky mezi 40–1000 jedinci, někdy však mohou být menší (4–15 členů) nebo naopak mnohem větší (až do 2500 jedinců). Nezřídka se mísí s některými jinými druhy kytovců jako jsou delfíny skákaví, elektry tmavé nebo kulohlavci Sieboldovi. Občas se mísí i s vorvani. Pohybuje se hlavně v hlubších vodách, kde se krmí mezopelagickými druhy ryb, hlavonožců a korýšů. Nejčastější složkou jídelníčku tvoří ryby čeledí lampovníkovití (Myctophidae), světlonošovití (Stomiidae) a stříbrnáčovití (Sternoptychidae). K nejčastěji pojídaným korýšům patří zástupci čeledi Oplophoridae. Kořist nejčastěji lapají v hloubce 250 m a více, i když se mohou občas krmit u hladiny. Fyziologie druhu napovídá, že se mohou potápět a tím i krmit až do 600m hloubek. K predátorům plískavic pravděpodobně patří kosatka dravá, kosatka černá a velké druhy žraloků.

### Rozmnožování
Samci jsou promiskuitní, starší samice rodí co dva roky, po březosti která trvá 12,5 měsíce. Samice rodí jedno mládě o velikosti cca 1 m. Mláďata se mohou rodit po celý rok, vrcholná období vrhů nastávají v jižní Africe v létě, v Japonsku na jaře a na podzim. Samci pohlavně dospívají ve věku 7 až 10 let, samice v 5 až 8 letech. Může se dožít nejméně 19 let.

## Ohrožení
Plískavice saravacká je předmětem přímých odlovů v Indopacifické oblasti, kde místní rybáři využívají maso plískavic k přímé spotřebě nebo jako návnadu na žraloky. K dalším hrozbám druhu patří interakce s lidskými stavbami, především rybářským náčiním. Populační trend není zním, nicméně druh je početný a široce rozšířený, a tak jej Mezinárodní svaz ochrany přírody hodnotí jako málo dotčený.